# 双缩脲
双缩脲（英語：Biuret）通常指化学式为 ：H₂NCONHCONH₂或者(H₂NCO) ₂NH的有机化合物，是两分子尿素的脱氨产物，常温下为白色固体，易溶于热水。同时，双缩脲也指带有 -(HN-CO-)2N- 这一官能团的化合物，如 [Me(H)NC(O)]2NH 称为二甲基双缩脲（dimethyl biuret）。